# Ablaberoides breviusculus
Ablaberoides breviusculus är en skalbaggsart som beskrevs av Fahraeus 1857. Ablaberoides breviusculus ingår i släktet Ablaberoides och familjen Melolonthidae. Inga underarter finns listade i Catalogue of Life.